# Millan Holm
Camilla "Millan" Sofia Thérése Holm, född 14 mars 1974 i Jönköping, är en svensk kristen sångare, sångpedagog och låtskrivare. 
Millan Holm är uppvuxen i Jönköping där hon även gått musikgymnasium. Sedan följde studier på Musikhögskolan i Göteborg och arbete som sångpedagog på Balettakademien i samma stad, Institutet för Tro och Musik (ITM) i Huskvarna och Per Brahegymnasiet i barndomsstaden. Hon var sedan verksam vid Fryshusets gymnasium i Stockholm. Hon har också varit sångare på frilansbasis. Millan Holm har släppt två plattor, varav ett album, och har flera av sina sånger publicerade i psalmboken Ung psalm. 
Hon är gift med musikern Erik Tilling (född 1967) sedan 2007. Tilling sjunger inte själv på sina plattor och en ofta förekommande solist på skivorna är Millan Holm. De har en son tillsammans.

## Sånger i urval
- Så går jag nu till vila trygg, text Bo Setterlind, musik Millan Holm (nummer 5 i Ung psalm 2006).[4]
- I ditt ansiktes ljus, text Martin Lönnebo, musik M Holm och E Tilling (nummer 41 i Ung psalm 2006)
- Sankt Patrick bön, textbearbetning och musik M Holm och E Tilling (nummer 305 i Ung psalm 2006)

## Diskografi i urval

### Egna skivor
- 2005 – Wait for you (singel)
- 2010 – Julefrid[2]

### Övriga skivor
- 2005 – I Din hand ligger mina dagar, Erik Tilling (solist på fyra låtar)
- 2006 – Hopp, Erik Tilling (solist på tre låtar)
- 2007 – Ung psalm (solist på en sång)[5]
- 2008 – Stor är Din trofasthet, Erik Tilling (solist på fyra av låtarna)
- 2010 – Sjung en sång – bibelkörer Redux (solist med en sång)[6]
- 2012 – Hymn  för sökare, Erik Tilling (solist på flera låtar)[7]